# Archidiecezja Onitsha
Archidiecezja Onitsha – diecezja rzymskokatolicka  w Nigerii. Powstała w 1889 jako prefektura apostolska Dolnego Nigru. W 1920 promowana do rangi wikariatu apostolskiego Południowej Nigerii. W 1934 przemianowana na wikariat  Onitsha–Owerri a w 1948 na wikariat Onitsha. W 1950 promowana do rangi archidiecezji.

## Biskupi ordynariusze
- Arcybiskupi metropolici
  - Abp Valerian Okeke od 2003
  - Abp Albert Kanene Obiefuna 1995 – 2003
  - Abp Stephen Nweke Ezeanya 1985 – 1995
  - kard. Francis Arinze 1967 – 1985
  - Abp Charles Heerey, C.S.Sp. 1950– 1967
- Wikariusze apostolscy Onitsha
  - Abp Charles Heerey, C.S.Sp. 1948 – 1950
- Wikariusze apostolscy Onitsha–Owerri (Roman rite)
  - Abp Charles Heerey, C.S.Sp. 1934 – 1948
- Wikariusze apostolscy Południowej Nigerii
  - Abp Charles Heerey, C.S.Sp. 1931 – 1934
  - Bp Joseph (Ignatius) Shanahan, C.S.Sp. 1920– 1931
- Prefekci apostolscy Dolnego Nigru
  - Bp Joseph (Ignatius) Shanahan, C.S.Sp. 1905– 1920
  - O Léon-Alexander Lejeune, C.S.Sp. 1900 – 1905